# Пукеній-Марі (комуна)
Пукеній-Марі (рум. Puchenii Mari) — комуна у повіті Прахова в Румунії. До складу комуни входять такі села (дані про населення за 2002 рік):
- Моара (520 осіб)
- Мірослевешть (1963 особи)
- Одейле (623 особи)
- П'єтрошань (2500 осіб)
- Пукеній-Марі (1425 осіб) — адміністративний центр комуни
- Пукеній-Мошнень (1425 осіб)
- Пукеній-Міч (553 особи)

Комуна розташована на відстані 42 км на північ від Бухареста, 13 км на південь від Плоєшті, 99 км на південь від Брашова.

## Населення
За даними перепису населення 2002 року у комуні проживали 9009 осіб.
Національний склад населення комуни:
| Національність | Кількість осіб | Відсоток |
| -------------- | -------------- | -------- |
| румуни         | 9005           | > 99,9%  |
| угорці         | 1              | < 0,1%   |
| українці       | 1              | < 0,1%   |
| німці          | 1              | < 0,1%   |
| турки          | 1              | < 0,1%   |

Рідною мовою назвали:
| Мова      | Кількість осіб | Відсоток |
| --------- | -------------- | -------- |
| румунська | 9005           | > 99,9%  |
| угорська  | 1              | < 0,1%   |
| німецька  | 1              | < 0,1%   |
| російська | 1              | < 0,1%   |
| турецька  | 1              | < 0,1%   |

Склад населення комуни за віросповіданням:
| Релігія       | Кількість осіб | Відсоток |
| ------------- | -------------- | -------- |
| православні   | 8778           | 97,4%    |
| адвентисти    | 211            | 2,3%     |
| бретрени      | 14             | 0,2%     |
| римо-католики | 2              | < 0,1%   |
| лютерани      | 2              | < 0,1%   |
| мусульмани    | 1              | < 0,1%   |
| не релігійні  | 1              | < 0,1%   |